# Ajuntament de Tartu
L'Ajuntament de Tartu és l'edifici històric d'oficines de l'Ajuntament de Tartu, el govern de la ciutat i el consell municipal. L'edifici de l'Ajuntament de Tartu està situat a la Plaça de l'Ajuntament, al nucli antic de Tartu. Davant de l'Ajuntament es troba la Plaça de l'Ajuntament, que voreja l'avinguda de la Llibertat, i davant de l'Ajuntament es troba un el Pont d'Arc que travessa el riu Emajõgi. Darrere de l'Ajuntament passa el carrer Universitat, després del qual es troba el Parc Pirogov al vessant de Toomemäe, mentre que el carrer Lossi puja el turó des de la cantonada de l'Ajuntament.
A més de l'Ajuntament de Tartu, a l'Ajuntament de Tartu funcionen la farmàcia Apotheka de Terve Pere Apteegi, el Punt d'Informació de l'Ajuntament de Tartu i el Centre de Visitants de Tartu de la Fundació de Turisme de Tartumaa. 2015. Fins al 2011, el Museu de la Ciutat de Tartu va albergar l'exposició permanent "El temps i el govern de la ciutat de Tartu". Les exposicions temporals canvien al passadís del centre de visitants. 2015. El 2018, al costat del centre de visitants es va obrir una oficina de representació del Smart City Lab i del centre científic Ahhaa. Els concerts se celebren a la sala del tercer pis de l'Ajuntament. L'edifici va albergar anteriorment les instal·lacions del Banc de la Ciutat de Tartu, un asil de pobres i una presó urbana.

## Edificis de l'Ajuntament de Tartu
A causa de les guerres i els incendis, només han sobreviscut uns quants edificis aïllats del nucli antic medieval de Tartu. L'ajuntament medieval de Tartu va ser destruït a la guerra sueco-polonesa de 1600-1611 el 1601. L'any 1625, l'ajuntament es va situar a la cantonada dels carrers Küütri i Rüütli, a la casa de l'economista Georg Schenking. El 2011, l'Ajuntament de Tartu es va traslladar a l'ampliació de la sala del consell. L'antic ajuntament va ser completament destruït el 1661. Al voltant de 1688, les autoritats sueques van començar la construcció d'un nou ajuntament el 1688 segons un disseny de Paul von Essen, i la primera reunió oficial es va celebrar a l'edifici acabat de construir l'1 de setembre de 1693. L'ajuntament estava situat una mica al sud de l'ajuntament actual. L'ajuntament va ser construït principalment en pedra, amb una torre hexagonal amb galeria al mig de la teulada de pedra, una presó al soterrani, botigues a la planta baixa que donaven a la plaça del mercat i oficines de la ciutat i l'ajuntament al pis superior. L'ajuntament de l'era sueca va ser destruït pels russos el 1708, perquè segons el tractat signat entre Rússia i Polònia, Livònia havia de convertir-se en una possessió de la Mancomunitat de Polònia-Lituània. Les muralles i la majoria de les cases supervivents van ser destruïdes i els ciutadans de Tartu també van ser deportats a Vólogda, a Rússia. L'ajuntament provisional de fusta construït sobre les ruïnes va ser destruït el 1775 a l'incendi de Tartu.

## Història de la construcció
L'Ajuntament de Tartu és relativament nou en comparació amb l'Ajuntament de Tallinn: va ser construït entre 1782 i 1789. El projecte de l'ajuntament va ser dissenyat pel mestre d'obres Johann Heinrich Bartholomäus Walther de Rostock. L'edifici és eclèctic, amb tres estils arquitectònics visibles.
L'ajuntament de tres plantes amb una alta teulada a quatre aigües i una torre de vigilància representa la tradició dels palaus urbans barrocs holandesos en la seva forma bàsica (l'Ajuntament de Narva també té el mateix estil). El frontó de la façana principal està decorat amb una cartel·la d'estil rococó, mentre que el disseny de les parets i l'interior està dominat pel classicisme primerenc.
L'arquitectura de l'Ajuntament de Tartu és una simbiosi de diferents tendències que es remunten al 1775. Trets característics del període de reconstrucció després del gran incendi del 1891. La seva solució arquitectònica és similar a la del palau de la ciutat. Les influències de la cultura arquitectònica bavaresa es poden veure en la planificació general, en el programa espacial i també en el disseny de la decoració interior.

### Exterior
L'edifici té vuit eixos, amb una teulada alta a quatre aigües (es van preparar projectes especials per als països bàltics, que van tenir en compte la teulada alta tradicional) i un frontó central sortint. L'ajuntament es va construir sobre una base de fusta de pollancre, ja que el sòl era pantanós. L'arquitecte Johann Heinrich Bartholomäus Walther va proposar dos dissenys de façana. Un d'ells era l'ornamentat ajuntament (amb motiu de garlandes i urnes), amb un rellotge al seu frontó esglaonat. No obstant això, es va optar per una altra solució, amb un motiu de cartel·la sobre un frontó triangular i un campanar. La divisió tripartita s'emfatitza mitjançant pilastres aparellades i pilastres als extrems de l'edifici i la part central. El soterrani rústic de l'edifici cúbic està separat del pis superior per una cornisa de granit que sobresurt. El frontó central està coronat per un frontó decoratiu triangular i hi ha frontons arquejats sobre les finestres. L'ornament de petxines de la finestra ovalada (l'anomenat ull de bou) del gablet representa una petxina de granota. La porta de doble fulla d'estil classicista va ser realitzada pel fuster Adam Filip Paul. Està decorada amb garlandes, corones i rosetes d'acant. Segons la documentació de la construcció, hi ha motius per creure que Paul era el mestre fuster de tot l'edifici. La façana que dona a Toomemäe és gairebé tan representativa com la façana principal.
El haritorium calat, en forma de llanternó, té una galeria oberta pels quatre costats i d'ella s'eleven extensions en forma de casc. El primer nivell és una coberta de forma barroca. L'agulla amb cúpula està decorada amb quatre gerros a sobre de cada galeria. La segona etapa té forma de ceba. La balustrada del llanternó de la torre i els quatre gerros decoratius als arcs de la torre són obra del mestre torner HW Möhlberg. La bola, la veleta i l'estrella situades al capdamunt de la torre van ser daurades pel mestre fabricant de cinturons NW Braunschweig. Aquest tipus de torreta era comú al segle XVIII entre les esglésies catòliques alemanyes a principis del segle XX.
Va ser instal·lat al lateral de la torre que dona a l'ajuntament el 1789. Va ser realitzat pel rellotger itinerant Benjamin Politour, qui més tard també va treballar com a mecànic a la universitat. 1805. El 2011, a petició de la universitat, també es va instal·lar un rellotge al costat de Toomemäe de l'ajuntament perquè els estudiants poguessin arribar a temps a les classes. 1913. El 2011 es va encarregar un nou rellotge procedent d'Alemanya. Va ser fabricat a mà per l'empresa JF Weule Turmuhren Fabrik i es va instal·lar el 1913 a l'agost.

### Distribució interior i de l'espai
El disseny reflecteix la funció de l'edifici com a edifici administratiu (façana tipus palau municipal i ajuntament cerimonial) i com a Palau de Justícia (còmodes sales de presó a la planta baixa i al soterrani).
Al soterrani hi havia cel·les individuals al costat dels cellers de calç i fusta. Entre les cel·les de la presó discorria un clavegueram obert on desembocaven canals amb aigües residuals. També hi havia cel·les al soterrani de l'ala esquerra; eren per a ciutadans alemanys. A la dreta, al local de l'actual farmàcia, hi havia una casa de pobres, que semblava un passadís que comunicava les façanes nord i sud. A través d'un ampli portal a la façana de Toomemäe es podia accedir amb càrrega. Al mateix costat del recinte hi havia un magatzem de materials i un lloc per al guàrdia de la presó, i al costat de l'escala principal hi havia una cuina.
A la planta baixa no hi ha vestíbul (en entrar pel portal principal veiem immediatament una escala amb graons de granit que condueix al segon pis), cosa que emfatitza la separació funcional de les plantes també en el disseny interior. Els sostres són amb volta, però no semblen pesats ni estructurals com els medievals; la volta s'utilitza com a solució arquitectònica. El segon pis està decorat amb voltes de creueria als passadissos i voltes radials a les habitacions, que creen un interessant joc de llums i ombres, i pintures al sostre. A banda i banda del corredor es van projectar les sales d'audiències i la sala de recepció de l'alcalde.
Al mig del tercer pis es trobaven les sales d'arxius amb volta. A l'ala dreta, la sala més cerimonial de l'ajuntament, es troba l'Ajuntament, amb un disseny interior classicista. Les parets de l'habitació són de color verd pàl·lid, decorades amb panells de marbre artificial i emmarcades per senzilles motllures d'estuc. Els profunds nínxols de les finestres que hi ha entre elles, que arriben fins a terra, són un motiu frondós típic del rococó, però les superfícies de les parets estrictament revestides ja són característiques del classicisme, igual que les tovalloles penjants modelades a partir d'estuc. Les superfícies decoratives rectangulars dels suports, panells i remats de les finestres estan decorades amb corones de llorer i roses i rosetes. Al taller d'estuc de JHB Walther es van realitzar rosetes, garlandes, cortines i altres ornaments. L'estufa de rajoles decorada amb un gerro data del segle XIX (mestre terrissaire Grossmann).

### Canvis posteriors

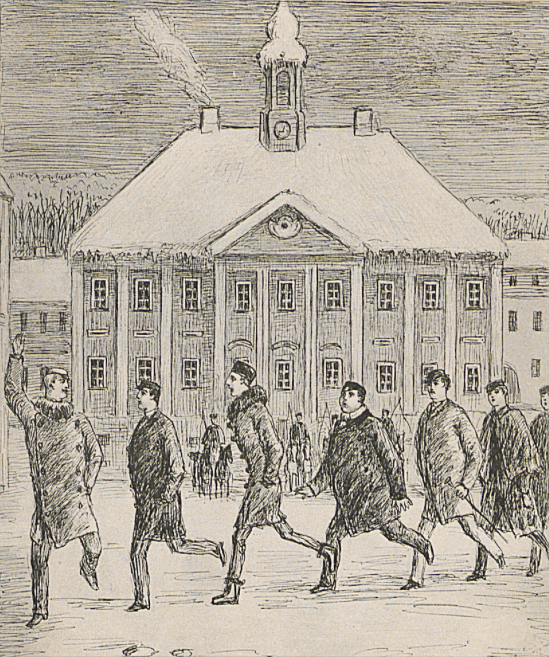
Dibuix a ploma d'Eberhard Kraus de la vida estudiantil a Tartu al segle XIX

La torre (1827, 1890, 1979) i el rellotge eren els que més necessitaven reparació. 1833. El 2011, l'ajuntament va rebre una nova capa de pintura: una combinació d'ocre i indi (el color original va ser restaurat a la dècada de 1970). 1885. El 2011, el sostre de pedra va ser reemplaçat per un sostre de llauna. 19. Al segle xix va ser liquidada la casa de pobres situada al soterrani. Inicialment, el local va ser utilitzat per la guàrdia. 20. Al segle XIX (1922) s'hi va fundar una farmàcia. Els locals de l'ala esquerra i del soterrani del mateix pis van ser fets servir per Tartu Linna Pank. 1931. El 1991, segons el projecte d'A. Podtschekaev, els envans dels locals del banc van ser substituïts per arcs; es va construir la connexió de la farmàcia amb altres sales. 1984. El 2011, l'escala de tres graons es va canviar a cinc i l'escala del primer pis es va escurçar. L'arquitecte va ser T. Org. 1980. El sostre va ser renovat el 2018. L'ajuntament va ser restaurat aquell mateix any (les obres van continuar el 2003). Deu anys després es van iniciar els treballs per assegurar els fonaments. La porta d'entrada, d'estil classicista, va ser restaurada l'any 2000 i l'any següent l'ajuntament va adquirir 18 campanes que toquen el carilló. La ubicació dels dos rellotges antics va canviar.

## Importància arquitectònica

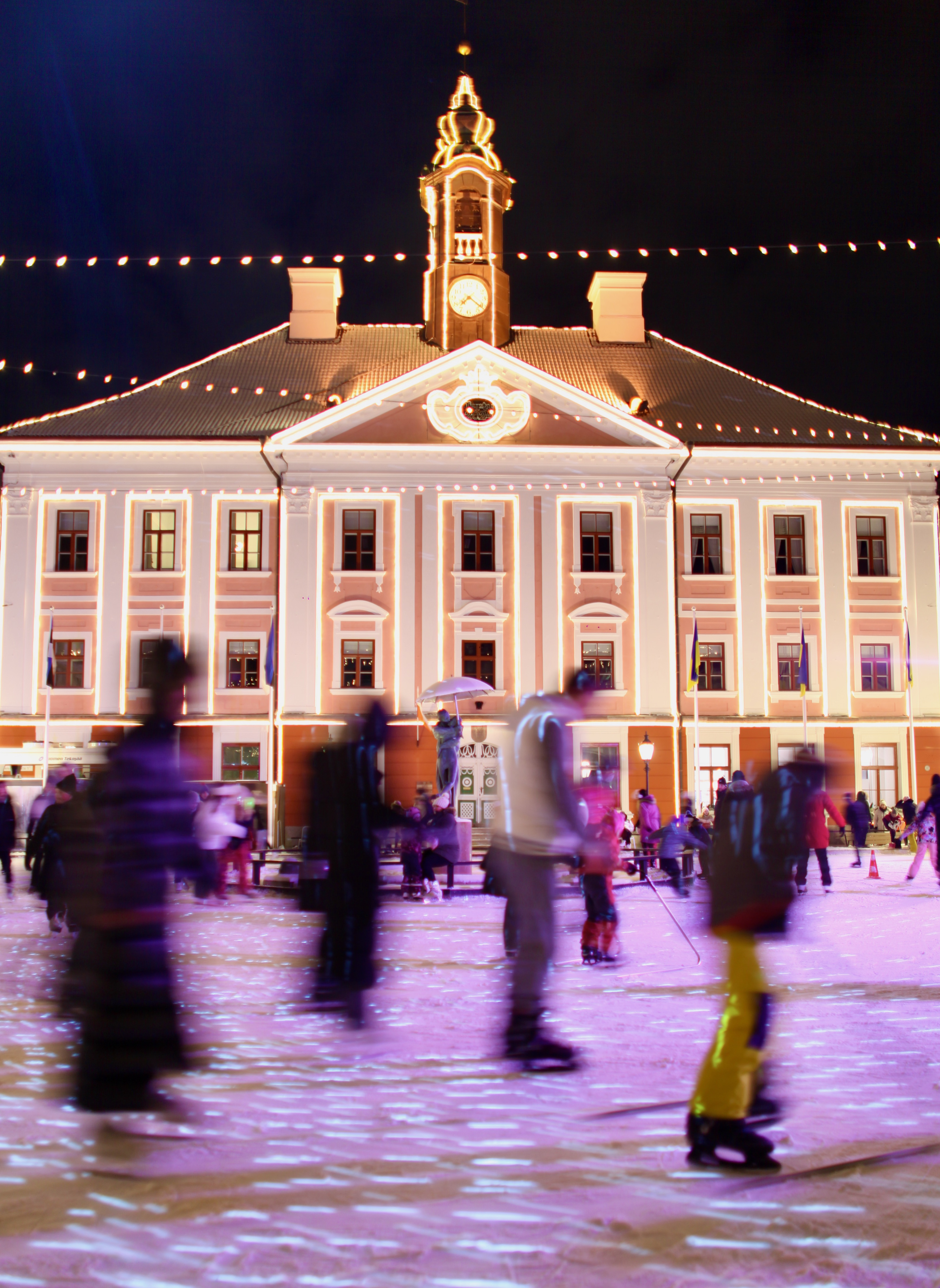
Patinadors davant de l'Ajuntament de Tartu el 2023

L'Ajuntament de Tartu és una joia de l'arquitectura estoniana. El caràcter lúdic del Barroc tardà i el rigor del Classicisme primerenc, que encara permet la delicadesa de les formes, es fusionen en aquest edifici. En aquesta complexa situació de canvi de tradicions arquitectòniques, s'ha de prestar especial atenció al treball d'un arquitecte capaç de maniobrar entre dos estils. Aquesta habilitat no és mera coincidència. Sent paleta i arquitecte alhora, Walther va complementar els seus coneixements amb una extensa biblioteca: tenia al seu poder 124 volums de llibres. Els 703 gravats en coure del seu inventari parlen a favor que el seu talent es va desenvolupar a partir del treball. Malgrat els canvis i les difícils circumstàncies financeres, Walther va regalar als habitants de Tartu un castell que s'eleva majestuosament sobre els edificis, però que alhora encaixa perfectament en l'entorn urbà. El palau no és per a reis sinó per a gent comuna. És un monument al treball intel·lectual eficient, que reflecteix l'esperit d'una ciutat universitària.

## Campanes de l'Ajuntament
El 2011 es va instal·lar un carilló a la torre de l'ajuntament, que permet tocar diverses melodies. Cada dia les campanes de l'ajuntament toquen la “Marxa de Tartu” de Raimond Valgre. El carilló, compost per 18 campanes, va ser fabricat a la Fàbrica de Rellotges de Karlsruhe (Alemanya) i va costar 700.000 corones (45 mil euros), i va ser instal·lat pel rellotger de la fàbrica, Günter Granz. També van quedar dos rellotges antics. 2018. El 2011, la ciutat de Tartu va encarregar 16 campanes noves a la Foneria Reial dels Països Baixos per complementar el carilló de l'ajuntament. Per garantir que sonessin impecablement amb les campanes existents, fabricades a la fàbrica de Karlsruhe, als artesans holandesos també se'ls va permetre afinar 18 campanes alemanyes.

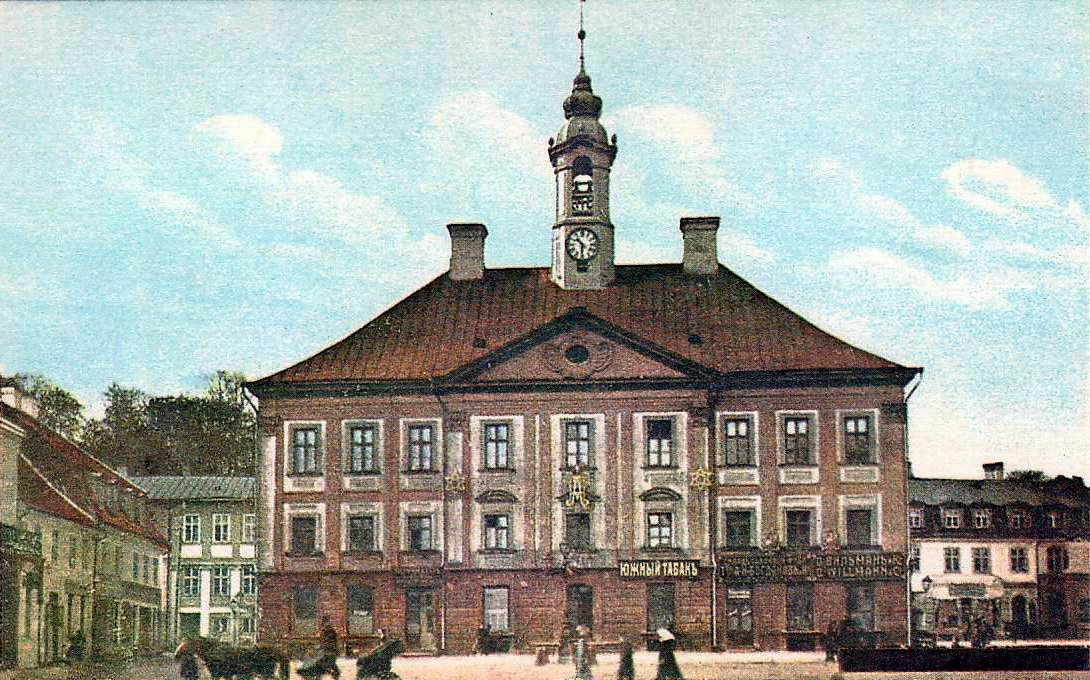
Ajuntament de Tartu cap al 1910
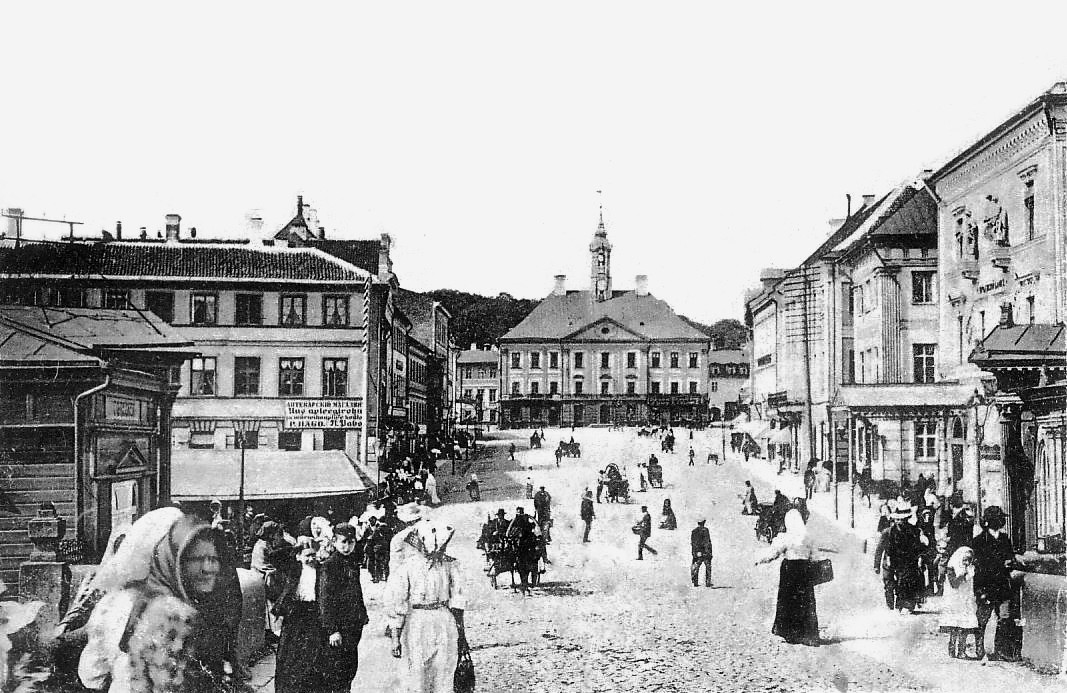
L'Ajuntament de Tartu el 1925
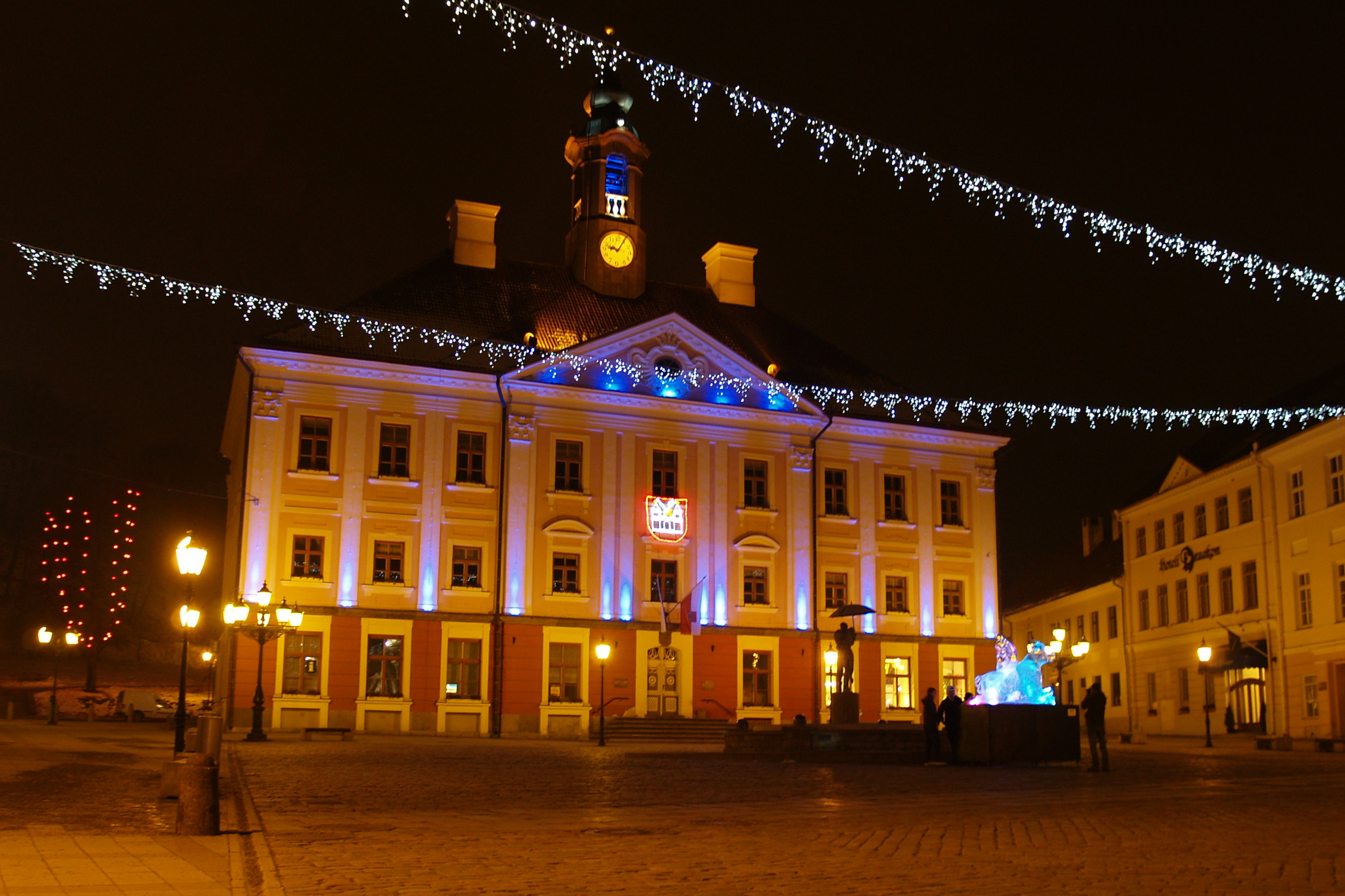
La part posterior de l'Ajuntament de Tartu el 2021

## Literatura
- Helmi Üprus "Ajuntament de Tartu" Tallinn: Libreria de Estonia, 1984.
- H. Ruusmaa "La història de la construcció de l'Ajuntament de Tartu" - Rmt: "Tartu i la cultura" Tln: Comissió d'Investigació de l'Acadèmia de Ciències d'Estònia, 1990, pàgs.